# Campo Stella
Campo Stella è una località sciistica montana dell'Appennino abruzzese (Monti Reatini), in provincia di Rieti, posta sul versante nord-orientale del Terminillo, lungo la Vallonina, ad una quota compresa tra i 1.150 e 1.700 m s.l.m., interamente compresa nel territorio del comune di Leonessa.

## Descrizione
Presenti due impianti di risalita più un tappeto a servizio del campo scuola e relative pista da sci di facile e media difficoltà e un innevamento prolungato grazie all'esposizione a nord. Esistono progetti di collegamento sci ai piedi della stazione sciistica con quella di Campoforogna-Pian de' Valli-Rialto Terminillo, posta sul versante occidentale del Terminillo. Vi si accede facilmente da Leonessa salendo lungo la Valleonina attraverso la strada provinciale 10 della Vallonina che da Leonessa sale fino alla Sella di Leonessa, collegandola a livello stradale alla stazione del versante occidentale (strada chiusa in inverno nei pressi del passo).